# Archidendron cordifolium
Archidendron cordifolium är en ärtväxtart som först beskrevs av Te Lin Wu, och fick sitt nu gällande namn av Ivan Christian Nielsen. Archidendron cordifolium ingår i släktet Archidendron och familjen ärtväxter. Inga underarter finns listade i Catalogue of Life.